# Mitrella (animal)
Mitrella es un género de molusco gasterópodo marino de la familia Columbellidae en el orden Neogastropoda.

## Especies
- Mitrella aemulata Rolán, 2005
- Mitrella aesopiformis K. Monsecour & D. Monsecour, 2016
- Mitrella africana Rolán, 2005
- Mitrella agatha (Melvill, 1904)
- Mitrella albocaudata (Smith, 1884)
- Mitrella albofulvata Drivas & Jay, 1990
- Mitrella albuginosa (Reeve, 1859)
- Mitrella alizonae (Melvill & Standen, 1901)
- Mitrella alofa (Hedley, 1899)
- Mitrella alvarezi Rolán & Luque, 2002
- Mitrella anachisoides Nomura & Nüno, 1940
- Mitrella angustalineata K. Monsecour & D. Monsecour, 2016
- Mitrella annobonensis Rolán, 2005
- Mitrella antares P. M. Costa & P. J. de Souza, 2001
- Mitrella antelmei (Viader, 1938)
- Mitrella apicata (Smith, 1899)
- Mitrella aranciicoloris K. Monsecour & D. Monsecour, 2011
- Mitrella arcta K. Monsecour & D. Monsecour, 2016
- Mitrella astolensis (Melvill & Standen, 1901)
- Mitrella australis (Gaskoin, 1852)
- Mitrella austrina (Gaskoin, 1851)
- Mitrella avena (Reeve, 1859)
- Mitrella azpilicuetai Rolán, 2004
- Mitrella baccata (Gaskoin, 1851)
- Mitrella baculus (Reeve, 1859)
- Mitrella bellonae K. Monsecour & D. Monsecour, 2016
- Mitrella bicincta (Gould, 1860)
- Mitrella bicinctella Yokoyama, 1928
- Mitrella blanda (G.B. Sowerby, 1844)
- Mitrella boucheti Drivas & Jay, 1990
- Mitrella bouteti K. Monsecour & D. Monsecour, 2018
- Mitrella broderipi (Sowerby G.B. I, 1844)
- Mitrella brookei (Reeve, 1859)
- Mitrella bruggeni van Aartsen, Menkhorst & Gittenberger, 1984
- Mitrella brunnealineata K. Monsecour & D. Monsecour, 2011
- Mitrella buccinoides (G.B. Sowerby, 1832)
- Mitrella burchardi (Dunker, 1877)
- Mitrella cabofrioensis Costa & de Souza, 2001
- Mitrella cartwrighti (Melvill, 1897)
- Mitrella caulerpae Keen, 1971
- Mitrella chantalae Bozzetti, 2006
- Mitrella charcoti K. Monsecour & D. Monsecour, 2016
- Mitrella chinoi K. Monsecour & Dekkers, 2013
- Mitrella clementensis (Bartsch, 1927)
- Mitrella coccinea (Philippi, RA, 1836)
- Mitrella condei Rolán, 2005
- Mitrella confusa K. Monsecour & Dekkers, 2013
- Mitrella cuspidata Lussi, 2009
- Mitrella cyanae K. Monsecour & D. Monsecour, 2016
- Mitrella dartevelli (Knudsen, 1956)
- Mitrella debitusae K. Monsecour & D. Monsecour, 2016
- Mitrella deforgesi K. Monsecour & D. Monsecour, 2016
- Mitrella delannoyei (Pelorce, 2013)
- Mitrella delicata (Reeve, 1859)
- Mitrella densilineata (Carpenter, 1864)
- Mitrella denticulata (Duclos, 1835)
- Mitrella desmia (Hervier, 1899)
- Mitrella dichroa (Sowerby I, 1844)
- Mitrella dictua (Tenison Woods, 1878)
- Mitrella dorma Baker, Hanna & Strong, 1938
- Mitrella dupreezae Lussi, 2002
- Mitrella ebisco K. Monsecour & D. Monsecour, 2016
- Mitrella elegans (Dall, 1871)
- Mitrella elianeae Bozzetti, 2006
- Mitrella eminens (Thiele, 1925)
- Mitrella essingtonensis (Reeve, 1859)
- Mitrella euterpe (Melvill, 1893)
- Mitrella eximia (Reeve, 1846)
- Mitrella expolita K. Monsecour & D. Monsecour, 2016
- Mitrella fimbriata Pelorce & Boyer, 2005
- Mitrella fineti Poppe & Tagaro, 2010
- Mitrella floccata (Reeve, 1859)
- Mitrella fortuita K. Monsecour & D. Monsecour, 2016
- Mitrella gervillii (Payraudeau, 1826)
- Mitrella gourgueti K. Monsecour & D. Monsecour, 2015
- Mitrella graevei Kilburn, 1977
- Mitrella gracilis K. Monsecour & D. Monsecour, 2016
- Mitrella granti Lowe, 1935
- Mitrella guanahaniensis Faber, 2004
- Mitrella guerreiroi Rolán, 2001
- Mitrella guttata (G.B. Sowerby, 1832)
- Mitrella harfordi Strong & Hertlein, 1937
- Mitrella hastata Lussi, 2002
- Mitrella hayesi Lussi, 2002
- Mitrella haziersensis (Drivas & Jay, 1990)
- Mitrella hernandezi Boyer & Rolán, 2005
- Mitrella herosae K. Monsecour & D. Monsecour, 2016
- Mitrella impolita (G.B. Sowerby, 1844)
- Mitrella inaccessa K. Monsecour & D. Monsecour, 2016
- Mitrella inaequalis K. Monsecour & D. Monsecour, 2016
- Mitrella indifferens (Thiele, 1925)
- Mitrella inesitae Rolán, 2005
- Mitrella inflata Pelorce & Boyer, 2005
- Mitrella innocens (Thiele, 1925)
- Mitrella intermissalineata K. Monsecour & D. Monsecour, 2016
- Mitrella intexta (Gaskoin, 1851)
- Mitrella jacoi Lussi, 2002
- Mitrella jahami K. Monsecour & D. Monsecour, 2011
- Mitrella jayi K. Monsecour & D. Monsecour, 2016
- Mitrella kevini Pelorce, 2017
- Mitrella laevior K. Monsecour & D. Monsecour, 2016
- Mitrella lalage Pilsbry & Lowe, 1932
- Mitrella lanceolata (Locard, 1886)
- Mitrella leeannae K. Monsecour & Swinnen, 2019
- Mitrella leucostoma (Gaskoin, 1851)
- Mitrella lincolnensis (Reeve, 1859)
- Mitrella lischkei (Smith, 1879)
- † Mitrella llajasensis Squires, 2015
- Mitrella livescens (Reeve, 1859)
- Mitrella loisae Pitt & Kohl, 1979
- Mitrella longissima Monsecour & Monsecour, 2007
- Mitrella lorenzi K. Monsecour & D. Monsecour, 2014
- Mitrella loyaltyensis (Hervier, 1899)
- Mitrella macandrewi (G.B. Sowerby, 1905)
- † Mitrella mackayi (Suter, 1917)
- Mitrella maculafasciata K. Monsecour & D. Monsecour, 2016
- Mitrella maestratii K. Monsecour & D. Monsecour, 2011
- Mitrella martensi (Lischke, 1871)
- Mitrella melvilli (Knudsen, 1956)
- Mitrella menkeana (Reeve, 1858)
- Mitrella merita (Brazier, 1877)
- Mitrella millardi Lussi, 2017
- Mitrella millepunctata (Carpenter, 1864)
- Mitrella mindorensis (Reeve, 1859)
- Mitrella minisipho K. Monsecour & D. Monsecour, 2016
- Mitrella minor (Scacchi, 1836)
- Mitrella moleculina (Duclos, 1840)
- Mitrella monica Bozzetti, 2009
- Mitrella monodonta Habe, 1958
- Mitrella moorea K. Monsecour & D. Monsecour, 2018
- Mitrella nainai K. Monsecour & D. Monsecour, 2018
- Mitrella natalensis Tomlin, 1926
- Mitrella neocaledonica K. Monsecour & D. Monsecour, 2016
- Mitrella nitidulina (Locard, 1897)
- Mitrella nix K. Monsecour & D. Monsecour, 2016
- Mitrella noel Rolán & Gori, 2009
- Mitrella nomadica (Melvill & Standen, 1901)
- Mitrella nomurai Habe, 1991
- Mitrella nympha (Kiener, 1841)
- Mitrella ocellata (Gmelin, 1791)
- Mitrella pallaryi (Dautzenberg, 1927)
- Mitrella parvicosta K. Monsecour & D. Monsecour, 2016
- † Mitrella parvissima Lozouet, 1999
- Mitrella patricki Bozzetti, 2006
- † Mitrella paulensis Lozouet, 1999
- Mitrella pauxillula K. Monsecour & D. Monsecour, 2016
- Mitrella peregrina K. Monsecour & D. Monsecour, 2016
- Mitrella philia (Duclos, 1846)
- Mitrella praetermissa K. Monsecour & D. Monsecour, 2016
- Mitrella prolixa K. Monsecour & D. Monsecour, 2016
- Mitrella proscripta Smith, 1890
- Mitrella psilla (Duclos, 1846)
- Mitrella pudica Brazier, 1877
- Mitrella puella (G.B. Sowerby, 1844)
- Mitrella pulchrior (Adams, 1852)
- Mitrella pulla Gaskoin, 1852
- Mitrella punctilineata Pelorce, 2020
- Mitrella pungens (Gould, 1860)
- Mitrella raphaeli Drivas & Jay, 1990
- Mitrella regnardi (Viader, 1938)
- † Mitrella repens Lozouet, 2015
- Mitrella reunionensis Drivas & Jay, 1990
- Mitrella rorida(Reeve, 1859)
- Mitrella rosadoi Bozzetti, 1998
- Mitrella rubra (Martens, 1881)
- Mitrella rurutu K. Monsecour & D. Monsecour, 2018
- Mitrella russeli (Brazier, 1874)
- Mitrella sanctaehelenae (E. A. Smith, 1890)
- Mitrella santabarbarensis (Carpenter, 1856)
- Mitrella saotomensis Rolán, 2005
- Mitrella scapula K. Monsecour & D. Monsecour, 2016
- Mitrella schepmani Monsecour & Monsecour, 2006
- Mitrella scripta (Linnaeus, 1758)
- Mitrella semiconvexa (Lamarck, 1822)
- Mitrella siciliai Rolán & Gori, 2012
- Mitrella simplex (Schepman, 1911)
- † Mitrella solitaria Báldi, 1966
- Mitrella spelta (Kobelt, 1889)
- Mitrella spiralis K. Monsecour & D. Monsecour, 2011
- Mitrella spiratella (Martens, 1880)
- Mitrella steyni Lussi, 2009
- † Mitrella subfraxa (Harris, 1899)
- † Mitrella subinflata Lozouet, 2015
- Mitrella subtilicostata K. Monsecour & D. Monsecour, 2016
- Mitrella suduirauti Monsecour & Monsecour, 2009
- Mitrella swinneni K. Monsecour & D. Monsecour, 2011
- Mitrella tayloriana (Reeve, 1859)
- Mitrella tenebrosa Rolán, 2005
- Mitrella tosatoi Monsecour & Monsecour, 2006
- Mitrella trivialis K. Monsecour & D. Monsecour, 2016
- Mitrella tuberosa Carpenter, 1856
- Mitrella turbita (Duclos, 1840)
- Mitrella turriculata Yokoyama, 1922
- Mitrella undulata (Schepman, 1911)
- † Mitrella vaporis Lozouet, 2015
- Mitrella vaubani K. Monsecour & D. Monsecour, 2016
- Mitrella verdensis (Knudsen, 1956)
- Mitrella vincta (Tate, 1893)
- Mitrella vosvictori Monsecour & Monsecour, 2009
- Mitrella xenia (Dall, 1919)
- Mitrella yabei Nomura, 1935